# Вледешешть
Вледешешть, Вледешешті (рум. Vlădășești) — село у повіті Мехедінць в Румунії. Входить до складу комуни Коркова.
Село розташоване на відстані 236 км на захід від Бухареста, 37 км на схід від Дробета-Турну-Северина, 64 км на північний захід від Крайови.

## Населення
За даними перепису населення 2002 року у селі проживали 234 особи, усі — румуни. Усі жителі села рідною мовою назвали румунську.